# Talisa Torretti
Talisa Torretti (née le 25 janvier 2003 à Fabriano) est une gymnaste rythmique italienne. Elle remporte la médaille de bronze au ruban lors des Championnats d’Europe 2018 en tant que junior. Elle obtient également le même classement lors des Jeux olympiques de la jeunesse de 2018.